# امانوئل برل
امانوئل برل (انگلیسی: Emmanuel Berl؛ ۲ اوت ۱۸۹۲ – ۲۱ سپتامبر ۱۹۷۶) روزنامه‌نگار، تاریخ‌نگار و جستارنویس اهل فرانسه بود.
مقبره او در گورستان مون‌پارناس پاریس است.